# Valentina Archipowa
Valentina Archipowa (* 1918; † 22. August 1943 in der Strafanstalt Preungesheim, Frankfurt am Main) war eine sowjetische Fremdarbeiterin während des Zweiten Weltkriegs sowie ein Opfer der NS-Kriegsjustiz.

## Der Fall Archipowa
Archipowa kam um 1942 in Stalingrad nach einer Schlägerei vor einem Brotgeschäft in Haft. Nach dem Einmarsch der deutschen Armeen wurde sie aus dem Gefängnis befreit und meldete sich – wahrscheinlich bedingt durch die horrende Versorgungslage in ihrer Heimatstadt zu dieser Zeit – im Mai 1942 freiwillig als landwirtschaftliche Fremdarbeiterin nach Deutschland. Sie wurde einer 78-jährigen Bäuerin in Frankfurt-Sindlingen vermittelt.
Nachdem Archipowa nach einem Luftangriff am 13. August 1942, bei dem das Haus der Bäuerin von einer Bombe getroffen wurde, bei Aufräumarbeiten zwei oder drei Meter angesengten Stoff (Damas und Linon) von einem Schutthaufen entwendet hatte, wurde sie verhaftet und vor einem Sondergericht in Frankfurt am Main angeklagt. Gemäß damaliger Rechtsauffassung galt ein Diebstahl als Plünderung und damit als besonders schwerwiegend, wenn der Dieb sich die Störung der normalen Ordnung und den Ausfall der Sicherheitsorgane, die den Zustand unmittelbar nach einem Luftangriff kennzeichnen, zu Nutze machte, um materielle Werte widerrechtlich an sich zu nehmen. Obwohl der Staatsanwalt den so begründeten Vorwurf der Plünderung verneinte, da zwischen dem Luftangriff und der Wegnahme eine zu lange Zeitspanne gelegen hätte, und ihr lediglich einen einfachen Diebstahl gemäß Paragraph 4 der Volksschädlingsverordnung zur Last legte, entschied der verantwortliche Richter in dem am 21. Juli 1943 verkündeten Urteil, dass der Vorfall als Plünderung zu werten sei, und verhängte die Todesstrafe.
In der Bundesrepublik erlangte der Fall Anfang der 1970er Jahre Bekanntheit durch den in den 1960er Jahren angefertigten Dokumentarfilm Sondergerichtsakte 86/43 – Rechtsprechung im Namen des deutschen Volkes von Reinhard Ruttmann, in dem dieser Augenzeugen sowie die Justizangestellte Irmagard Kohlhaas, die sich seinerzeit geweigert hatte, das Urteil zu unterschreiben (und hierfür selbst mit Sondergericht bedroht worden war), und den noch lebenden Sonderrichter, der das Urteil gegen Archipowa gefällt hatte, vor die Kamera holte und sie über die Vorgänge von 1943 befragte. Der Film wurde erstmals 1972 in der ARD ausgestrahlt. 2014 wurde er im Jüdischen Museum in Frankfurt wieder gezeigt.
Der Sonderrichter berief sich später darauf, dass sein Urteil auf eine Weisung des Reichsjustizministers zurückgegangen sei, wobei Ruttmann dieser Auffassung unter Verweis auf die in den Akten erhalten gebliebene konträre Auffassung der seinerzeitigen Staatsanwaltschaft entgegentrat und das Urteil als selbst nach der nationalsozialistischen Rechtspraxis außerordentlich scharf wertete.